# Mtsamdou
Mtsamdou är en ort i Komorerna.   Den ligger i distriktet Grande Comore, i den nordvästra delen av landet, 17 km nordost om huvudstaden Moroni. Mtsamdou ligger 147 meter över havet och antalet invånare är 1 171. Den ligger på ön Grande Comore.
Terrängen runt Mtsamdou är varierad. Havet är nära Mtsamdou österut.  Närmaste större samhälle är Moroni, 17,3 km sydväst om Mtsamdou. 